# Polimelia

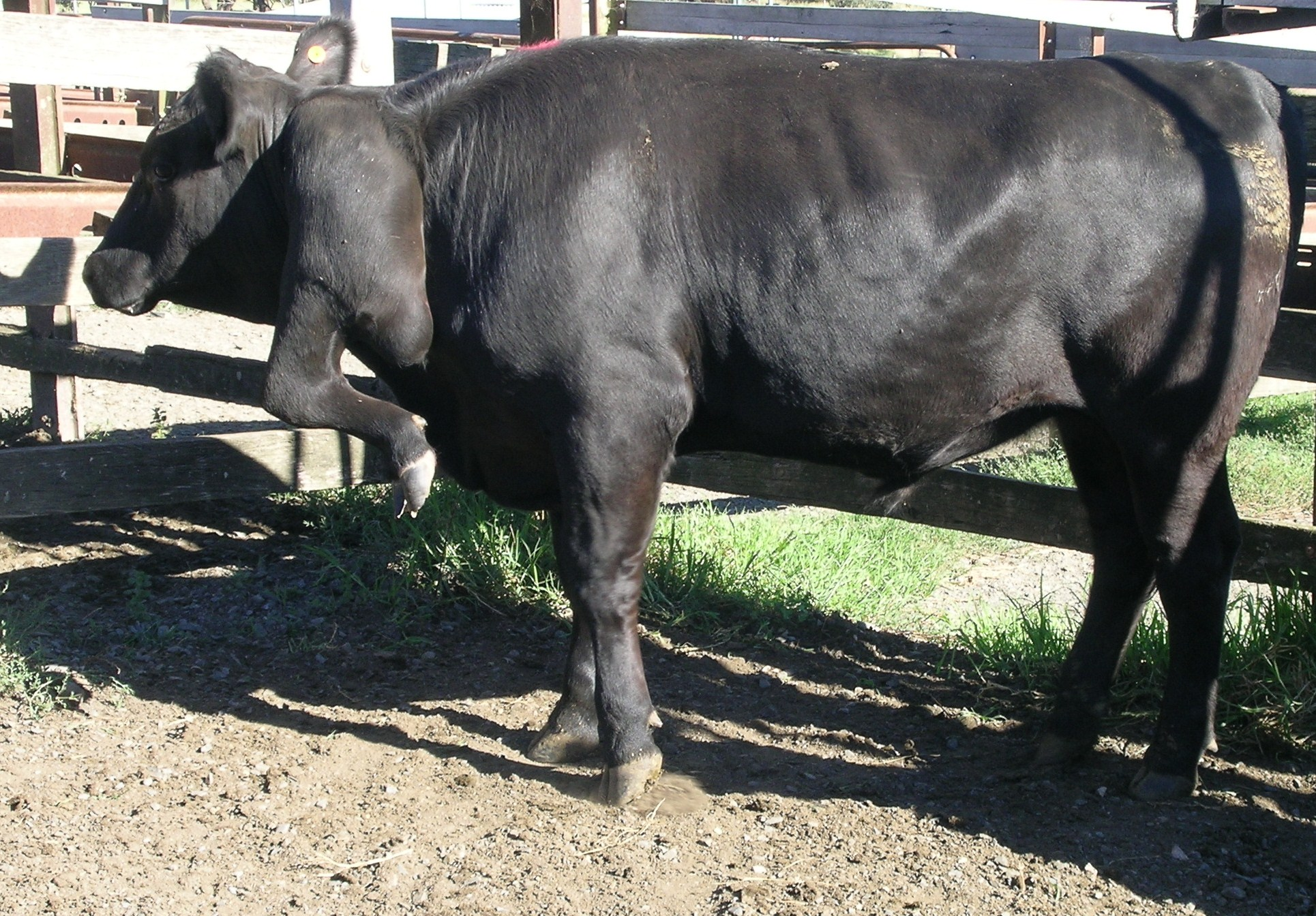
Un novillo con 5 patas.

La polimelia (del griego πολυ- [‘muchos’] más μέλος, plural μέλεα [‘miembros’]) es una malformación congénita por la que el individuo tiene un número de miembros mayor del normal. Al implicar a los miembros es un tipo de dismelia. Puede darse en cualquier animal, incluso en humanos, aunque es una singularidad más frecuente en el ganado vacuno. En los humanos y otros mamíferos terrestres implica la presencia de cinco o más miembros en el cuerpo, aunque los miembros supernumerarios suelen ser de tamaño reducido, estar atrofiados o deformes. Puede presentarse como desdoblamiento simétrico o asimétrico, parcial o total del esqueleto axial (gemelos siameses), o con aparición de extremidades suplementarias. Las causas de esta malformación no hereditaria no se conocen con exactitud, aunque probablemente sean multifactoriales.

## Casos notables

### En humanos
- En marzo de 2006 nació en Shanghái un niño, conocido únicamente como Jie-jie, con un tercer brazo totalmente formado: tenía dos brazos izquierdos completos, uno ventral respecto al otro. Es el único caso documentado de un niño que haya nacido con un brazo supernumerario totalmente formado.[1]

### En animales
- En 2005 en una granja en Brendle, Pensilvana, nació un pollo con cuatro patas.[2] El ave fue encontrada viviendo normalmente entre el resto de pollos después de 18 meses. El animal fue adoptado y bautizado como Henrietta por la hija del granjero de 13 años, Ashley, quien se negó a vender el pollo.[3]  El segundo par de patas estaban totalmente formadas pero no eran funcionales.